# Бунятов Станіслав Станіславович
Станісла̀в Станісла̀вович Буня̀тов (позивний «Осма̀н»; н. 19 січня 2001, Запоріжжя, Україна) — український військовий, молодший сержант, командир відділення 24 ОШБ "Айдар" Збройних сил України, учасник російсько-української війни.

## Життєпис
Народився 19 січня 2001 року в Запоріжжя[джерело?], ранні роки провів у Генічеському районі Херсонській області. 

## Військовий шлях
У 2018 році вступив до Військового-юридичного інституту Національного юридичного університету імені Ярослава Мудрого в Харкові, звідки 2020 року був відрахований та направлений на закінчення проходження строкової військової служби до 2021 року. Після звільнення в запас займався підприємницькою діяльністю.

### Повномасштабне вторгнення
Російське вторгнення Станіслав зустрів у цивільному статусі в Мелітополі, до окупації міста російськими військами займався волонтерською діяльністю на підтримку Збройних сил України та дитячих будинків. 5 березня 2022 року виїхав з окупації до Запоріжжя. 
7 березня 2022 року вступив до Збройних сил України.
Після скороченого курсу підготовки військовослужбовців у 184-му навчальному центрі був розподілений до штату 24 Окремого штурмового батальйону "Айдар" на посаду «навідник», згодом стрілець-снайпер (марксмен), наразі займає посаду «командир машини / командир відділення».
Квітень-липень 2022 року брав участь у звільненні смт. Павлівка та обороні рубежів Вугледарського напрямку Донецької області.
З серпня 2022 року - штурми та оборона н.п: Кодема, Миколаївка, Хромове, Кліщіївка, Підгороднє, Опитне, Бахмут, Іванівське.

## Особисте життя
Неодружений.

## Нагороди
- Орден «За мужність» ІІІ ступеня (28 квітня 2023) — за особисту мужність, виявлену у захисті державного суверенітету та територіальної цілісності України, самовіддане виконання військового обов’язку[6].
- Нагрудний знак МОУ "За зразкову службу" (наказ МОУ №615 від 18.07.2022).
- Нагрудний знак Головнокомандувача ЗСУ «Хрест хоробрих» (наказ ГК ЗСУ №1214 від 05.06.2023).
- Нагрудний знак МОУ «За поранення» (наказ МОУ №525 від 10.03.2023).

## Військові звання
- солдат (2018-2021, 2022 - 2023)
- молодший сержант (2023)